# Campeonato Maranhense 1926
In 1926 werd het negende Campeonato Maranhense gespeeld voor voetbalclubs uit Braziliaanse staat Maranhão. De competitie werd georganiseerd door de FMF. Luso Brasileiro werd kampioen. 

## Eindstand
| Plaats | Club            | Wed. | W | G | V | Saldo | Ptn. |
| ------ | --------------- | ---- | - | - | - | ----- | ---- |
| 1.     | Luso Brasileiro | 12   | 9 | 2 | 1 | 44:13 | 20   |
| 2.     | Sampaio Corrêa  | 12   | 9 | 0 | 3 | 40:16 | 18   |
| 3.     | Vasco da Gama   | 12   | 7 | 3 | 2 | 32:24 | 17   |
| 4.     | Tupan           | 7    | 4 | 1 | 2 | 14:11 | 9    |
| 5.     | Diamante Negro  | 12   | 2 | 2 | 8 | 11:38 | 6    |
| 6.     | Dublin          | 12   | 1 | 4 | 7 | 12:26 | 06   |
| 7.     | Guarany         | 7    | 1 | 3 | 3 | 13:19 | 5    |
| 8.     | Fénix           | 12   | 1 | 3 | 8 | 14:33 | 5    |

|  | Kampioen |

## Kampioen
| Campeonato Maranhense de 1926       |
| Maranhão                            |
| ----------------------------------- |
| LUSO BRASILEIRO Kampioen (7° titel) |

## Topschutters
| Speler            | Speler   | Goals | Club            |
| ----------------- | -------- | ----- | --------------- |
| Vlag van Brazilië | Clodomir | 12    | Luso Brasileiro |